# Ewa Kwiatkowska
Ewa Kwiatkowska (ur. 12 kwietnia 1986 w Szczecinie) – polska siatkarka, grająca na pozycji środkowej. 

## Kariera sportowa
W sezonie 2005/2006 występowała na parkietach Ligi Siatkówki Kobiet w barwach KS Piasta Szczecin. Po spadku drużyny z najwyższej klasy rozgrywek w kraju Kwiatkowska opuściła szczecińską drużynę i przeniosła się do Polickiego Stowarzyszenia Piłki Siatkowej Chemik Police. Barwy tego klubu reprezentowała przez sześć lat, będąc niekwestionowaną liderką swojego zespołu oraz wyróżniającą się zawodniczką całej pierwszej ligi. Nominowana w plebiscytach na najlepszego sportowca roku według portalu Ligowiec. W sezonie 2013/2014 i 2014/2015 reprezentowała klub Roltex Zawisza Sulechów, z którym wywalczyła Mistrzostwo I Ligi Kobiet. Następnie przez jeden sezon (2015/2016) występowała w PSPS Chemik Police. Od sezonu 2016/2017 do sezonu 2019/2020 zawodniczka ŁKS Łódź, z którym zdobyła srebrny medal MP w sezonie 2017/2018, złoty w sezonie 2018/2019 oraz brązowy w sezonie 2019/2020.
Ukończyła studia w Zachodniopomorskim Uniwersytecie Technologicznym w Szczecinie jako magister. W sezonie 2024/2025 po kilka latach przerwy wróciła na parkiety najwyższej klasy rozgrywkowej, dzieląc karierę sportową z pracą zawodową w biurze Zachodniopomorskiego Uniwersytetu Technologicznego w Szczecinie.

## Sukcesy klubowe

### młodzieżowe
Mistrzostwa Polski Juniorek:
- 2002
- 2004

### seniorskie
I liga:
- 2005, 2015
- 2013
- 2012

Mistrzostwo Polski:
- 2019
- 2018
- 2020